# The Cleanser
The Cleanser es una película de suspenso nigeriana de 2021 producida y escrita por Mathew Alajogun y dirigida por James Abinibi. Está protagonizada por Kehinde Bankole, Bolanle Ninalowo, Alex Osifo y Antar Laniyan. La película tuvo su estreno en cines el 22 de enero de 2021 y recibió reseñas mixtas de los críticos. 

## Sinopsis
El desarrollo de la película gira en torno a la vida de un hombre cuya ambición es erradicar a los políticos corruptos

## Elenco
- Kehinde Bankole
- Bolanle Ninalowo
- Alex Osifo
- Antar Laniyan
- Jide Kosoko
- Chiwetalu Agu
- Stan Nze
- Nkechi Blessing Sunday

## Producción
El tráiler publicado el 8 de enero de 2021 revelaba que el director de la película era James Abinibi. Sin embargo, según la BBC fue dirigida por Mathew Alajogun (en su debut como director), un nigeriano residente en Reino Unido. Se informó que Mathew desarrolló interés en la realización de la película y progresó con el apoyo que obtuvo de la MetFilm School en Mánchester.